# Lincoln Gordon

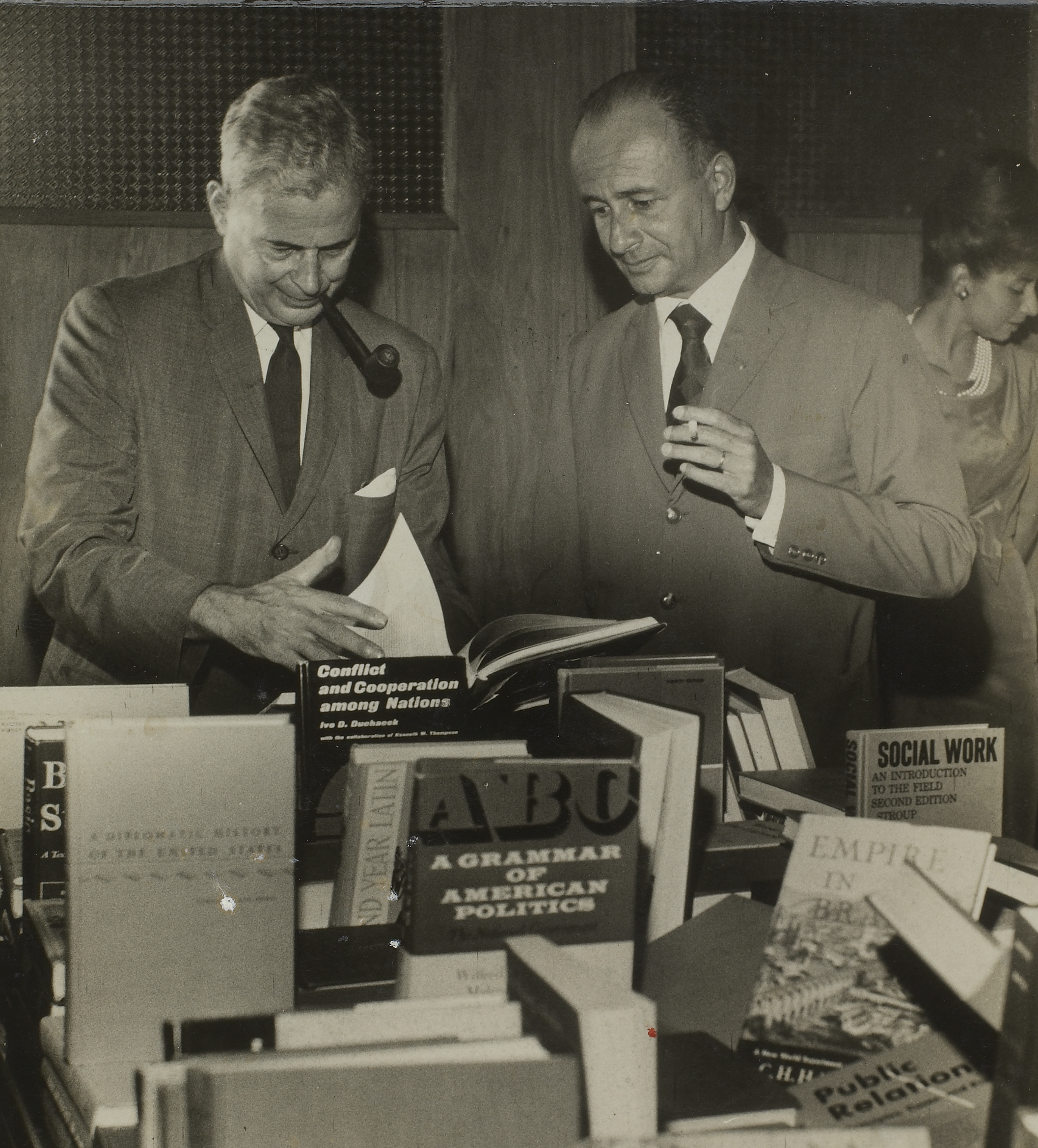
Lincoln Gordon com o acadêmico Adonias Filho em 1963.

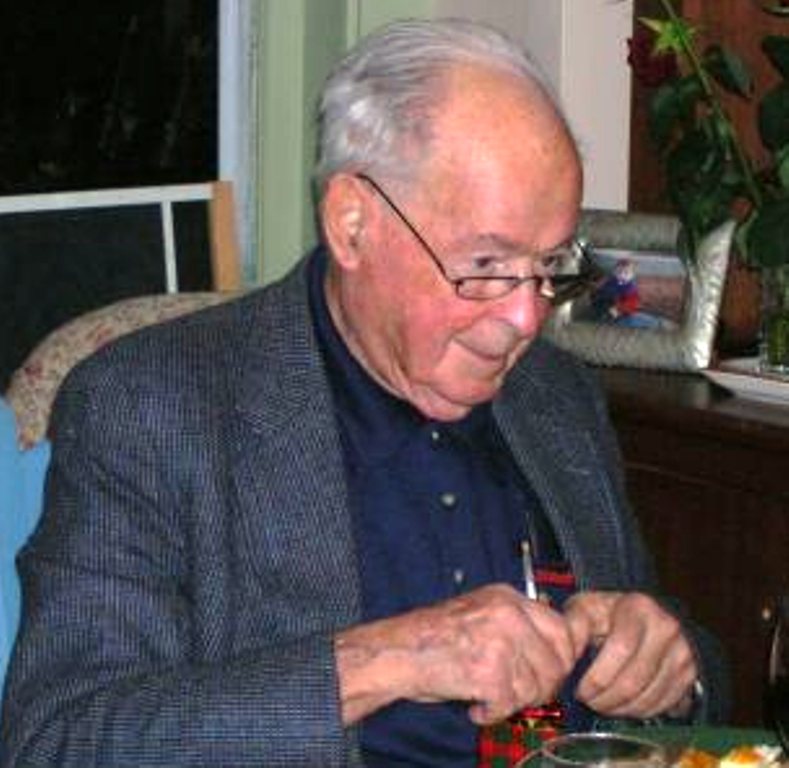
Lincoln Gordon em 2006.

Abraham Lincoln Gordon (Nova Iorque, 10 de setembro de 1913 – Mitchellville, 19 de dezembro de 2009) foi o embaixador dos Estados Unidos no Brasil entre 1961 e 1966 e nono presidente da Universidade Johns Hopkins entre 1967 e 1971.

## Carreira no Brasil
Em 1960, Gordon ajudou a desenvolver a Aliança para o Progresso, um programa do governo estadunidense de assistência à América Latina, feito com o propósito de evitar que os países da região aderissem a revoluções e ao socialismo como alternativa para o progresso sócio-econômico, como havia ocorrido em Cuba. Em 1961, a revista Time noticiou que Gordon havia se tornado "o maior especialista de Kennedy em economia latino-americana. Gordon preparou a agenda dos EUA para a reunião econômica interamericana de julho aprovada na semana passada pela Organização dos Estados Americanos".
De 1961 a 1966, Gordon serviu como embaixador dos Estados Unidos no Brasil, exercendo papel importante no apoio às articulações da oposição ao presidente João Goulart que resultariam no golpe militar de 1964.
No dia 30 de julho de 1962, no Salão Oval, Kennedy e Lincoln Gordon, discutiram o gasto de US$ 8 milhões para interferir nas eleições e preparar o terreno para um golpe militar contra Goulart para expulsa-lo, se necessário disse  Gordon ao presidente. A conversa foi gravada no  sistema de gravação que Kennedy mandara instalar no fim de semana. Mais tarde, de acordo com o historiador brasilianista James Green, Gordon "deu luz verde para que os militares dessem o golpe de 1964. Ele deixou claro que (...) os Estados Unidos iam reconhecer imediatamente os militares no poder". Em 27 de março de 1964, ele escreveu um telegrama ultra-secreto para o governo dos Estados Unidos pedindo apoio ao golpe do general Humberto de Alencar Castello Branco através do "envio clandestino de armas" e remessas de gás e combustível, a serem posteriormente complementadas por operações secretas da CIA. Gordon acreditava que Goulart, "buscando poderes ditatoriais", estava conspirando com o Partido Comunista Brasileiro. O embaixador escreveu que "tanto eu quanto meus assessores acreditamos que nosso apoio deve ser dado" aos golpistas para "ajudar a advertir um desastre grande aqui - que pode transformar o Brasil na China na década de 1960".
Em uma palestra sobre a política externa estadunidense na Universidade de Harvard em 19 de março de 1985, Noam Chomsky disse o seguinte sobre o papel de Gordon no golpe de 1964:
| “ | Em um caso, o do Brasil, o país mais importante da América Latina, houve o que foi chamado de "milagre econômico" nas últimas duas décadas, mesmo que tenhamos destruído a democracia brasileira através do apoio a um golpe militar em 1964. O apoio ao golpe foi iniciado por Kennedy mas finalmente finalizado por Johnson. O golpe foi pedido pelo embaixador de Kennedy, Lincoln Gordon, "a única vitória mais decisiva para a liberdade na metade do século XX". Nós instalamos o primeiro verdadeiro grande estado de segurança nacional, estado semi-nazista da América Latina, com tortura de alta-tecnologia e assim por diante. Gordon o chamava de "totalmente democrático", "o melhor governo que o Brasil já teve". Bem, houve um aumento no milagre econômico e houve um aumento no PIB. Mas houve também um aumento no sofrimento para grande parte da população. | ” |

Para Green, "Gordon ajudou os militares pessoalmente porque tinha uma visão de mundo moldada pela Guerra Fria, era anticomunista e realmente achava que o Brasil estava à beira de uma revolução comunista". Apesar de todos os indícios comprovando sua atuação no golpe, Gordon morreu negando que havia conspirado com os militares. Em entrevista dada ao Fantástico em 2006, ele afirmou que a "participação ativa (dos Estados Unidos no golpe) foi praticamente zero". Na mesma ocasião, ele confirmou que a CIA havia ajudado financeiramente os candidatos da União Democrática Nacional nas eleições de 1962, mas disse que havia sido "um erro da nossa parte". De acordo com o então presidente estadunidense, Lyndon B. Johnson, o serviço de Gordon no Brasil foi "uma rara combinação de experiência e sabedoria, idealismo e julgamento prático".

## Morte
Lincoln Gordon morreu aos 96 anos de idade na casa de repouso Collington Episcopal Life Care em Mitchellville, Maryland, em 19 de dezembro de 2009. Ele deixou para trás dois filhos, Robert e Hugh, e duas filhas, Sally e Amy e sete netos (Laura Dickinson, Emily Gordon, Kate Gordon, Nick Lawson, Hugh Lawson, George Gordon, Jane Gordon); e dois bisnetos (Julien Berman e Julia Segrèd).